# Cuatro Cruces, Guerrero
Cuatro Cruces är en ort i Mexiko.   Den ligger i kommunen Ajuchitlán del Progreso och delstaten Guerrero, i den södra delen av landet, 250 km sydväst om huvudstaden Mexico City. Cuatro Cruces ligger 2 474 meter över havet och antalet invånare är 230.
Terrängen runt Cuatro Cruces är bergig åt nordost, men åt sydväst är den kuperad. Runt Cuatro Cruces är det ganska glesbefolkat, med 22 invånare per kvadratkilometer. Närmaste större samhälle är Pocitos del Balcón, 5,8 km norr om Cuatro Cruces. I omgivningarna runt Cuatro Cruces växer i huvudsak blandskog.